# 마젠타

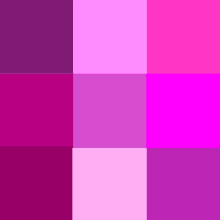

마젠타(Magenta) 또는 자홍색(紅紫色)은 색의 하나로, 핑크빛 · 보랏빛을 띤 빨강(pinkish-purplish-red)이다. 컴퓨터 화면 등의 RGB 가산혼합에서 빨강과 파랑을 동일하게 혼합했을 때 나타나는 색이며 분홍색과 비슷하지만 분홍색과는 다른 색이다.
마젠타는 1859년 프랑스의 화학자 François-Emmanuel Verguin에 의해 제조되어 특허를 받은 아닐린 염료에서 이름을 가져온 것으로, 원래는 fuchsine로 불렀다. 이후 1859년 6월 4일 롬바르디아주 마젠타에서 벌어진 프랑스인과 오스트리아인 간의 마젠타 전투에서 이탈리아-프랑스 승리를 기념하기 위해 이름이 바뀌었다.